# Barka betonowa

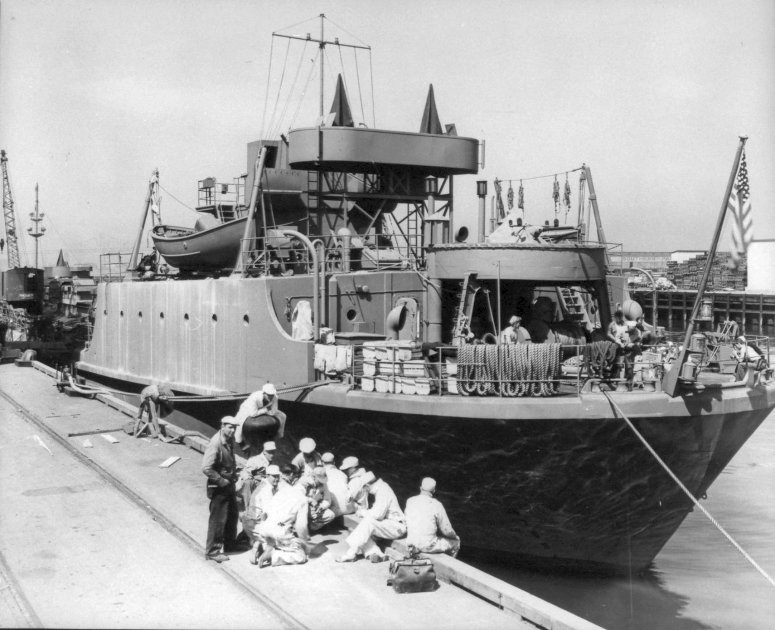
Barka betonowa
USS "Midnight" (IX-149)

Barka betonowa – typ barki pływającej zbudowanej z betonu. Jednostki takie były licznie używane przez United States Navy podczas II wojny światowej, szczególnie na Pacyfiku.